# Aspergillus sojae
Aspergillus sojae (醤油麹菌 ‚shōyu-kōji-kin‘) ist ein Schimmelpilz aus der Gattung der Gießkannenschimmel (Aspergillus sp.), der als eine Form des gelben Kōji zur Fermentation unter anderem von Sojasauce und Miso verwendet wird. A. sojae wurde erstmals 1944 als eine eigenständige Art im Kōji beschrieben. Zuvor war Aspergillus sojae als eine Varietät von Aspergillus parasiticus angesehen worden, weil er im Gegensatz zu den übrigen Pilzen, die Teil des Kōji sind, nie aus dem Boden isoliert worden war.
Aspergillus sojae und A. oryzae sind Verwandte der Pilze Aspergillus flavus und Aspergillus parasiticus. Alle vier Arten gehören zur A. flavus-Gruppe. Die Trennung zwischen den Arten ist nicht konsistent und sowohl morphologische als auch molekulare Beweise sprechen für eine Artgenossenschaft. Der hohe Grad an Identität spiegelt sich in der unterschiedlichen Identifizierung der in Sammlungen aufbewahrten Referenzkulturen wider.

## Morphologie
Pilze der Gattung Aspergillus sind fadenförmig und bestehen hauptsächlich aus Kettenzellen (Hyphen). Die Hyphen, aus denen das Myzel dieses Pilzes besteht, sind septiert und haben einen Durchmesser von etwa 2,6 bis 8,0 Mikrometer. Die Hyphen sind verzweigt und bilden bei Kontakt mit Luft Konidienköpfe. Diese Köpfe können bis zu 500.000 Konidien produzieren. Die Konidienköpfe besitzen einen Konidiophor, der an seinem Ende eine Verdickung aufweist, ähnlich einer Art Bläschen. Sie sind von länglichen Strukturen (Phialiden) bedeckt. Die Funktion der Phialiden besteht darin, große Konidiensäulen zu produzieren, die meist eine runde Form haben und einen Durchmesser zwischen 2 und 5 Mikrometern haben. Diese Konidien gelten als infektiöse Fortpflanzungsorgane, die den Ausgangspunkt für die Entwicklung des Pilzmyzels bilden.
Unter dem Lichtmikroskop sind die Hyphen gleichmäßig und weisen ein baumartiges Verzweigungsmuster auf. Die Zweige sind dichotom. Ebenso haben die Hyphen parallele Umrisse. Kolonien, die durch Kultivierung im Labor gewonnen werden, haben je nach der zu kultivierenden Aspergillus-Art unterschiedliche Farben. Zunächst sind sie weiß, später kann sich diese Farbe jedoch in Gelb, Braun, Grün oder sogar Schwarz ändern. Aspergillus sojae-Kolonien werden im Allgemeinen als gelb oder hellgelb beschrieben. Dies ist ein gemeinsames Merkmal dieser Art, es muss jedoch beachtet werden, dass die Wachstumsbedingungen die Färbung der Kolonien beeinflussen können und in manchen Situationen auch andere Farben wie Dunkelgelb oder andere Farbtöne auftreten können. Die Kolonien haben eine samtartige Oberflächenbeschaffenheit.

## Stoffwechsel
Die Arten der Gattung Aspergillus werden als Saprophyten klassifiziert. Sie ernähren sich von toten oder verwesenden biologischen Stoffen. Kōji-Pilzarten gelten im Allgemeinen als ungiftig, während andere Aspergillus-Arten mit krebserregenden Aflatoxinen in Verbindung gebracht werden. Daher ist die zuverlässige Identifizierung einzelner Stämme für Anwendungszwecke von großer Bedeutung. Trotzdem und aufgrund der Nähe zwischen den Arten wurden Fälle von Kōji-Stämmen beobachtet, die an der Produktion von einzelnen Mykotoxinen beteiligt sind.

## Lebenszyklus

### Asexuelle Fortpflanzung
Die bei diesen Pilzen am häufigsten beobachtete Art der Fortpflanzung ist die asexuelle. Es wird durch asexuelle Sporen produziert, sogenannte Konidien. Durch die Einwirkung des Windes werden die Konidien freigesetzt und transportiert. Wenn sie auf das Substrat fallen und die Umgebungsbedingungen in Bezug auf Luftfeuchtigkeit und Temperatur ideal sind, beginnen sie zu keimen. Die erste Struktur, die sich bildet, ist zunächst ein Keimschlauch, der sich schließlich in ein neues Myzel verwandelt.

### Sexuelle Fortpflanzung
Pilze verfügen über eine bemerkenswerte Vielfalt an Sexualorganen und Fortpflanzungsprozessen und passen sich an unterschiedliche Fortpflanzungsstrategien an. In vielen Pilzen finden sich männliche Geschlechtsorgane (Antheridium) und weibliche Geschlechtsorgane (Ascogonium oder Trichogyn), die während des Fortpflanzungszyklus bestimmte Funktionen erfüllen.
Die weiblichen Geschlechtsorgane sind in mehrere Teile gegliedert. Der Trichogyn, der sich am Ende befindet, ist die entscheidende rezeptive Region, da sich hier die männlichen Gameten (Antherozoiten) während des Prozesses der Plasmogamie verbinden, also der Verschmelzung der Gameten. Im Anschluss daran finden wir die Ascogi, eine wichtige Region für die Bildung neuer Myzelien und die Produktion von Asci, den Strukturen, die die Sexualsporen enthalten. Als Nächstes kommt der Stiel, der dem gesamten weiblichen Geschlechtsorgan strukturelle Unterstützung bietet.
Die männlichen Geschlechtsorgane, die Antheridien, sind dagegen einzellige Gebilde, die sich am Ende des Polyknotens befinden. Seine Hauptfunktion ist die Fusion mit dem Trichogyn während des Reproduktionsprozesses. Diese Verschmelzung, führt zur Bildung von Strukturen, die die Sexualsporen, die Ascosporen, enthalten.
Der Prozess der sexuellen Fortpflanzung von Pilzen beinhaltet die Verschmelzung männlicher und weiblicher Gameten, wodurch die Bildung von Asci ausgelöst wird, die später Ascosporen enthalten. Diese Elemente kommen in kleistotheciumähnlichen Strukturen bestimmter Pilze vor, beispielsweise der Gattung Aspergillus, wo Ascosporen reifen und bei voller Entwicklung freigesetzt werden. Beim Fallen auf das Substrat keimen die Ascosporen.

## Verwendung als Ferment
Der ebenfalls als gelber Kōji verwendete A. oryzae besitzt drei α-Amylase-Gene, wodurch er Stärke relativ schnell zu Glucose abbauen kann. Dagegen weist A. sojae nur ein α-Amylasegen unter einem schwachen Promotor auf und die CAAT-Box besitzt eine genexpressionsabschwächende Mutation (CCAAA anstatt CCAAT), besitzt aber eine höhere Enzymaktivität der Endopolygalacturonase und der Glutaminase. Eine zu schnelle Freisetzung von Glucose aus Stärke zu Beginn der Fermentation behindert das Wachstum der Mikroorganismen in der Reifungsphase. Für den Abbau von Proteinen zu Aminosäuren besitzt A. oryzae Stamm RIB40 65 Endopeptidasegene sowie 69 Exopeptidasegene und A. sojae Stamm SMF134 83 Endopeptidasegene und 67 Exopeptidasegene. Ebenso sind in A. oryzae stärkeabbauende Enzyme (Glucosidasen) stärker und proteinabbauende Enzyme (Proteasen) schwächer exprimiert und die Geruchsprofile unterscheiden sich deutlich. A. sojae weist 10 Glutaminase-Gene auf. Durch eine Variante der CRISPR/Cas-Methode oder chemische Mutagenese wurden Mutanten von A. sojae mit veränderten Eigenschaften erzeugt. A. sojae ist in Japan als nationaler Pilz (japanisch 国菌 ‚kokkin‘) klassifiziert, ebenso wie Aspergillus oryzae, Aspergillus luchuensis und Aspergillus kawachii.